# Ropalopus eleonorae
Ropalopus eleonorae là một loài bọ cánh cứng trong họ Cerambycidae.